# Jack Nathan
Jack Nathan (* 23. August 1910 in London; † 23. März 1990 ebenda) war ein britischer Jazz- und Unterhaltungsmusiker (Piano, Bandleader, Komposition).

## Leben und Wirken
Nathan schlug nach der Schule zunächst eine kaufmännische Laufbahn ein und erledigte Sekretaritsarbeiten in einem Londoner produzierenden Unternehmen. 1932 entschied er sich für die Musik und spielte in einem Quintett mit u. a. Ivor Mairants, Les Lambert und Harry Gold, mit denen er im selben Jahr in das Orchester von Jack Padbury wechselte und nur wenig später in das von Trompeter Roy Fox, wo Nathan sechs Jahre verbrachte. Zunehmend wurde er für die Arrangements der Band verantwortlich. 1938 holte ihn Billy Bissett in seine Band, bevor er 1939 seine eigene Formation bildete. 1940 berief ihn die Luftwaffe ein; während seines Kriegsdienstes leitete er eines ihrer Orchester und eine Tanzband.
1946 wurde er entlassen; er spielte zunächst in der Harry Hayes Band, um dann bei Roy Fox zu arbeiten und dem London Coliseum Orchestra unter Reginald Burston beizutreten, das das Musical Annie Get Your Gun begleitete. 1947 gründete er sein Nonett, mit dem er ab 1948 regelmäßig Rundfunk-Übertragungen hatte. 1950 verkleinerte er die Combo, die bis 1981 als Tanzband aktiv blieb. Daneben trat er in einem Quintett in der BBC auf, war aber auch als Solist und als Leiter großer Formationen im Glenn-Miller-Sound für Aufnahmen aktiv.
Nach einem Unfall 1980 benötigte er lange zur Rekonvaleszenz, bevor er wieder auftrat, vor allem als Solopianist. Ab Mitte der 1960er bis Mitte der  1970er Jahre unterstützte er sein früheres Bandmitglied Basil Kirchin als Arrangeur und musikalischer Leiter bei einigen Filmmusiken und Schallplattenaufnahmen.